# K-493
Il K-493 è stato un sottomarino nucleare sovietico appartenente alla classe Alfa, entrato in servizio nel dicembre 1980 fu radiato nel 1990. Fu uno dei tre esemplari della versione modificata (Progetto 705K) costruiti.

## Storia
La costruzione del sottomarino nucleare d'attacco K-493 (numero di costruzione 107), appartenente alla classe Alfa modificata (Project 705K) fu ordinata presso il cantiere navale Sevmash di Severodvinsk, e l'unità fu impostata il 21 febbraio 1972. Il K-493 fu varato il 21 settembre 1980,  e il sottomarino entrò in servizio nella marina sovietica (VMF) il 30 settembre 1981 al comando del capitano di secondo grado Nikolaj Vladimirovich  Volkov. Il 13 ottobre successivo il sottomarino si trasferì da Severodvinsk a Zapadnaya Litsa entrando in servizio nella 6ª Divisione. Il K-493 fu dichiarato pienamente operativo il 3 dicembre 1980. L'anno successivo il K-493, con la qualifica di autonomo, completò la sua prima crociera operativa al termine della quale si trasferì a Severodvinsk per un ciclo di riparazioni. Il 3 dicembre 1981 fu assegnato alla  assegnato alla Forza di Prontezza Operativa della Flotta del Nord. Nel gennaio 1983 il sottomarino rientrò alla base di  Zapadnaya Litsa effettuando una crociera operativa al comando del capitano di primo grado N.V. Volkov, partecipando all'esercitazione "Oceano 83". Nel corso di questa esercitazione, che prevedeva l'intercettazione di un sottomarino lanciamissili balistico (SSBN) classe Delta III, fu rilavato un segnale emesso da un sottomarino sconosciuto che stava anch'egli il Delta III. Prima di perderlo, il K-493 mantenne il contatto con l'unità sconosciuta per 21 ore consecutive. Nel corso del 1983 fu effettuata un'altra crociera, seguita da altre due nel 1984, sotto il comando del capitano di prima classe B.G. Kolyada, e nella seconda ci furono contatti con sottomarini non identificati il 1 luglio. Nel 1985 il K-493 effettuò altre due crociere operative, seguita da una sola nel 1986. Nel 1985, durante la fasi di uscita in mare, a bordo del K-493 si verificò un incidente, con fuoriuscita del metallo liquido del raffreddamento che penetrò nel quarto compartimento, e per un mese l'equipaggio fu impegnato nelle operazioni di decontaminazione. Nonostante l'incidente il K-493 uscì regolarmente dalla base violando le normative sul contenuto di aerosol nell'aria (condizioni anomale di radioattività).
Nel 1986, al comando del capitano di prima classe S.A. Berlin il sottomarino partecipò a una serie di esercitazioni insieme alla Flottiglia di Kola, composta da unità antisommergibile e specializzate nell'assistenza alla navi in difficoltà, e a velivoli antisommergibili della 11ª Divisione. Durante una esercitazione tenutasi nel 1989 al largo di Capo Nord, si verificò una perdita di pressione da una valvola del secondo circuito di raffreddamento del reattore BM-40A che causò una perdita di acqua. Dato che l'avaria non poteva essere riparata in navigazione, si continuò a mandare acqua al circuito al fine di evitare l'azionamento dell'impianto di emergenza, con conseguente blocco del reattore. Anche utilizzando acqua tolta agli evaporatori il K-493  avrebbe potuto rimanere operativo per un solo giorno, invece dei tre previsti uno di esercitazione, e due previsti per il rientro alla base.  Consultatosi con i tecnici il comandante decise di pompare acqua di mare per il tempo necessario a terminare l'esercitazione, collegandosi via radio, a intervalli prestabiliti, con il comando al fine di permettere a quest'ultimo di mantenere sotto controllo la situazione.  Al rientro alla base sul K-493 rimaneva una tonnellata e mezza di riserva di acqua, oltre il minimo consentito per il regolare funzionamento del reattore.  Nel corso del 1989 il sottomarino fu tolto dalla Forza di Prontezza Operativa della Flotta del Nord e trasferito a rimorchio al sito di stoccaggio SD-10, presso il villaggio di Gremikha, Oblast' di Murmansk, dove il nocciolo del reattore fu rimosso e quindi il K-493 fu riportato a  Zapadnaya Litsa.  Nel giugno 1991 il sottomarino fu assegnato al  33° DiPL del 1° FLP KSF, e il 18 dicembre 1995 portato a Severodvinsk a bordo di una chiatta. Fu demolito l'anno successivo, con il blocco del reattore reso galleggiante e trasferito nella baia di Sayda per lo stoccaggio a lungo termine, la cui preparazione avvenne nel gennaio 2002.

### Annotazioni
1. ↑  A tale esercitazione parteciparono sette sottomarini nucleari e 10 unità di superficie di vario tipo.

### Fonti
1. ↑  Caretta, Cosentino 2024, p. 94.
2. 1 2 3 4 5 6  Deepstorm.
3. 1 2 3 4 5 6 7 8  Caretta, Cosentino 2024, p. 88.
4. 1 2 3  Caretta, Cosentino 2024, p. 55.
5. 1 2 3 4 5 6 7 8 9 10  Caretta, Cosentino 2024, p. 89.